# Master of Code
Master of Code Global — українська ІТ-компанія, яка входить до десятки світових лідерів у розробці розмовних рішень з використанням штучного інтелекту. Має офіси в Україні та США. Станом на 2023 рік команда налічує понад 250 консультантів.

## Історія
Дмитро Гриценко навчався в Одеському державному університеті, де згодом познайомився з представниками компанії «Інтерлінк» — невеликої команди, яка працювала з замовниками з США. Згодом його запросили до «Інтерлінку» як викладача англійської мови, а пізніше запропонували спробувати себе в програмуванні. Гриценко опанував дві мови програмування та став менеджером. Згодом він обійняв посаду директора та генерального менеджера в ІТ-компанії, засновником якої був громадянин Великої Британії.
2004 року Гриценко вирішив створити власний проєкт під назвою Master of Code Global в Черкасах. Гриценко прожив близько 12 років у Канаді, проте у 2020 році повернувся до України. Загалом у портфоліо компанії понад 400 проєктів, зокрема співпраця з корпорацією T-Mobile та баскетбольним клубом НБА «Голден Стейт Ворріорз», а також World Surf League, Aveda, Jo Malone, LivePerson і Esso.
Master of Code Global розробляв бота до Літніх Олімпійських ігор у Ріо‐де‐Жанейро. 2022 року компанія посіла другу сходинку у категорії «розробники чат‐ботів» за версією американського видання Clutch.
Під час повномасштабного російського вторгнення компанія розробила застосунок UA Anti Spam Bot, який дозволяє власникам Telegram-каналів автоматично видаляти повідомлення з важливою військовою інформацією, а також допомагає позбавлятися від шахрайських і фішингових коментарів користувачів. У 2023 році завдяки даним, переданим до Кіберполіції України, було заблоковано 1200 доменів, створених для фішингу. 
Також Master of Code Global створив Employer Bot, який дозволяє роботодавцям швидко розміщувати вакансії, та ВолонтерВантаж Бот, створений для пошуку водіїв у воєнний час для доставки гуманітарної допомоги або вантажів для потреб захисників.
2023 року компанія відкрила додатковий офіс у Польщі.

## Нагороди
- Employer Branding Star від Employer Branding Institute (2023)[9]